# Peter Caruana
Peter Caruana Gibraltáron született 1956. október 15-én,  máltai és olasz származású. Tanulmányait a Christian Brothers School-ban végezte Gibraltáron, majd Grace Dieu Manor Iskola és a Ratcliffe College , és végül a Queen Mary, University of London diákja volt. Caruanának 7 gyereke született: Michael, Georgina, Nicola, Philippa, Patrick, Timothy és James. Szabadidejében érdekli a golf, valamint szeret tájékozódni a politikai és az aktuális eseményekről.1990-ben tagja lett a Gibraltári Szociáldemokrata Pártnak. Egy évvel később ő lett a párt vezetője. Caruana irányítása alatt a párt nagyban ellenzi a Spanyolországhoz való csatlakozást.